# Ditsong National Museum of Natural History

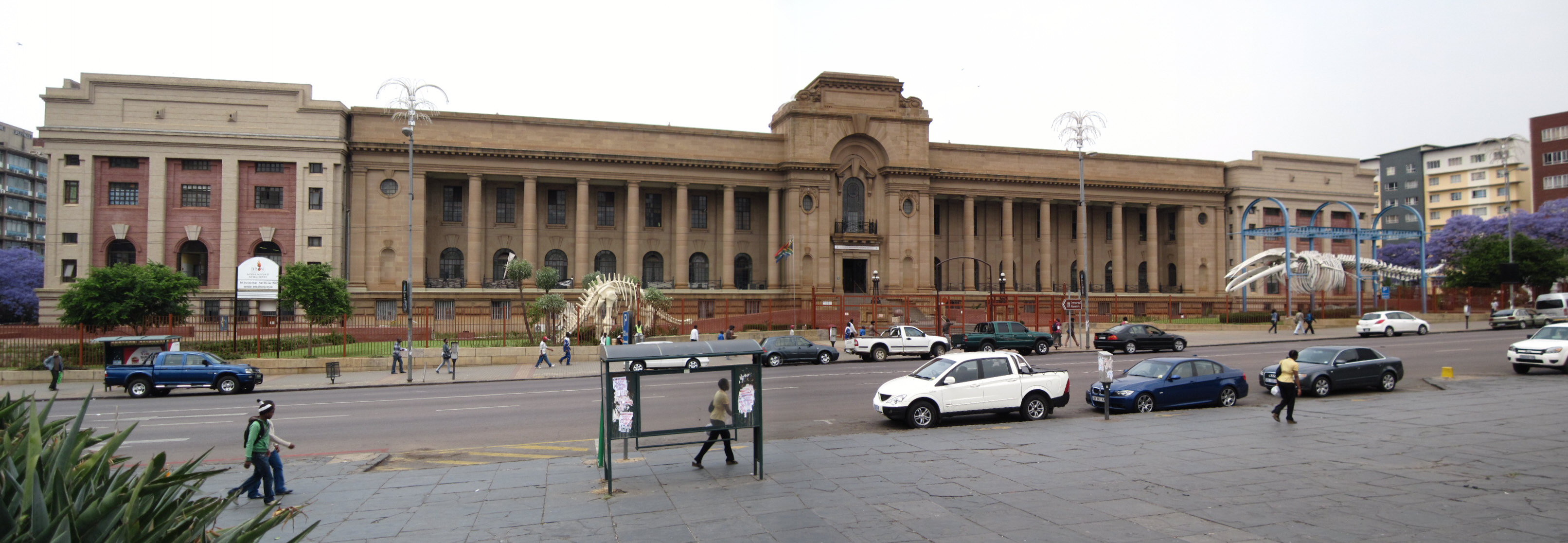
Panorama van het museum

Het Ditsong National Museum of Natural History (voorheen Transvaal Museum) is een Zuid-Afrikaans museum gevestigd in Pretoria.
Het museum werd gesticht op 1 december 1892 als Staatsmuseum van de Zuid-Afrikaanse Republiek.
De verzameling bestaat uit opgezette exemplaren van verschillende soorten amfibieën, vissen, reptielen en andere dieren.